# پگاه نو
پگاه نو یا سحرگاه نو (اسپانیایی: Nuevo amanecer‎) یک تله‌نوولا مکزیکی است که در سال ۱۹۸۸ منتشر شد. سلما هایک حرفهٔ بازیگری‌اش را با هنرنمایی در این سریال آغاز کرد و بابت آن برندهٔ جایزهٔ «ت.و. ئی نوولا» شد.

## بازیگران
- ژاکلین آندره
- رائول آرایسا
- پدرو آرمنداریس جونیور
- بلانکا گوئرا
- سلما هایک
- ریتا ماسه‌دو
- مانوئل اوخدا
- دانیلا کاسترو

## جوایز
| سال  | جایزه                          | شاخه                     | نامزد         | نتیجه |
| ---- | ------------------------------ | ------------------------ | ------------- | ----- |
| ۱۹۸۹ | هفتمین دوره جوایز ت.و. ئی‌نوولا | بهترین بازیگر حرفه‌ای زن  | ژاکلین آندره  | برنده |
| ۱۹۸۹ | هفتمین دوره جوایز ت.و. ئی‌نوولا | بهترین بازیگر تازه‌کار زن | دانیلا کاسترو | برنده |
| ۱۹۸۹ | هفتمین دوره جوایز ت.و. ئی‌نوولا | بهترین بازیگر تازه‌کار زن | سلما هایک     | برنده |